# 咲 (AV女優)
咲（さき）は、日本のAV女優。

## 略歴・人物
2008年にデビューしたキカタン女優である。

## 出演作品

### アダルトビデオ
2008年
- 素人図鑑 File-05 （10月1日、プレステージ）オムニバス作品
- 匿名働く女性シリーズ ショートタイム 04 これが私の副収入（10月17日、トップ・マーシャル）
- &Fashion 130（12月5日、ゴーゴーズ）

2009年
- 「マッサージ師のフリしてダンナに『愛している』と言われていない奥様の尻に勃起チ○ポを擦りつけたらヤれるか？」 VOL.1（2月5日、DANDY）他出演:千野美帆 ほか
- THE 潮吹き 5（2月7日（レンタル）／3月5日（セル）、クリスタル映像）他出演:椿みゅう、黒谷ユリア、桃咲まなみ、黒谷彩乃、彩名ゆい
- 東京ロリ校生 ナンパ中出しDX（2月18日、ロータス）他出演:星野さら、高田ありさ ほか
- 私は痴女 第56報告書 変幻自慰（3月14日（レンタル）／4月10日（セル）、クリスタル映像）他出演:加藤ツバキ、葉山みなみ、桃咲まなみ、酒井明奈、芽衣
- クラッシュ 1&2&3（3月20日、ギャロップ）他出演:矢野莉子、濱野、朝日奈、水樹
- ぎゃるまんナンパ ハメMAX Vol.04（4月4日、GARCON）他出演:桜井りあ、伊藤れん、鈴仲いずみ、真弓ナナ ほか
- セルフ・ボンデージの女（4月25日、プールクラブ・エンタテインメント）
- 絞め喉頸が淡い妖婉に隷属（5月1日、幻奇）他出演:朝倉みき、夢野ももか、高嶋ゆきな、星野さら ※アダルトサイト『感触と醜悪に喉頭の叫び』 （幻奇）を収録
- クルクル回る好きな女にぶっかけ放題 顔射できる回転寿司（6月18日、ROCKET）共演:篠原るり、高杉まなみ、真白希実 ほか
- ドキュメント 〜若妻の性欲〜 vol.07（7月18日、サムシング）
- 「尻を触っても抵抗できない赤面女子校生の敏感濡れマ○コのクチュクチュ音を聞かせたらどうなるか？」VOL.1 & 「メンズエステで敏感チ○ポがピクピク反応したらヤられた」 VOL.1（7月23日、DANDY）他出演:あすかみみ、三浦直緒 ほか
- 素人若妻 覆面凌辱会 vol.03（7月23日、サクシング） ※アダルトサイト『咲』（DMM.ADULT/天狗堂）のDVD版
- 騙されて媚薬を飲まされた昼下がりの人妻（12月19日、ナチュラルハイ）他出演:北村りょう

### アダルトサイト
- PORNOGRAPH Amateurgraph さき （PORNOGRAPH）
- 100%ハメ撮り!顔出し さき （100%ハメ撮り!顔出し）
- 感触と醜悪に喉頭の叫び （幻奇）
- 咲 （DMM.ADULT/天狗堂）